# النينا

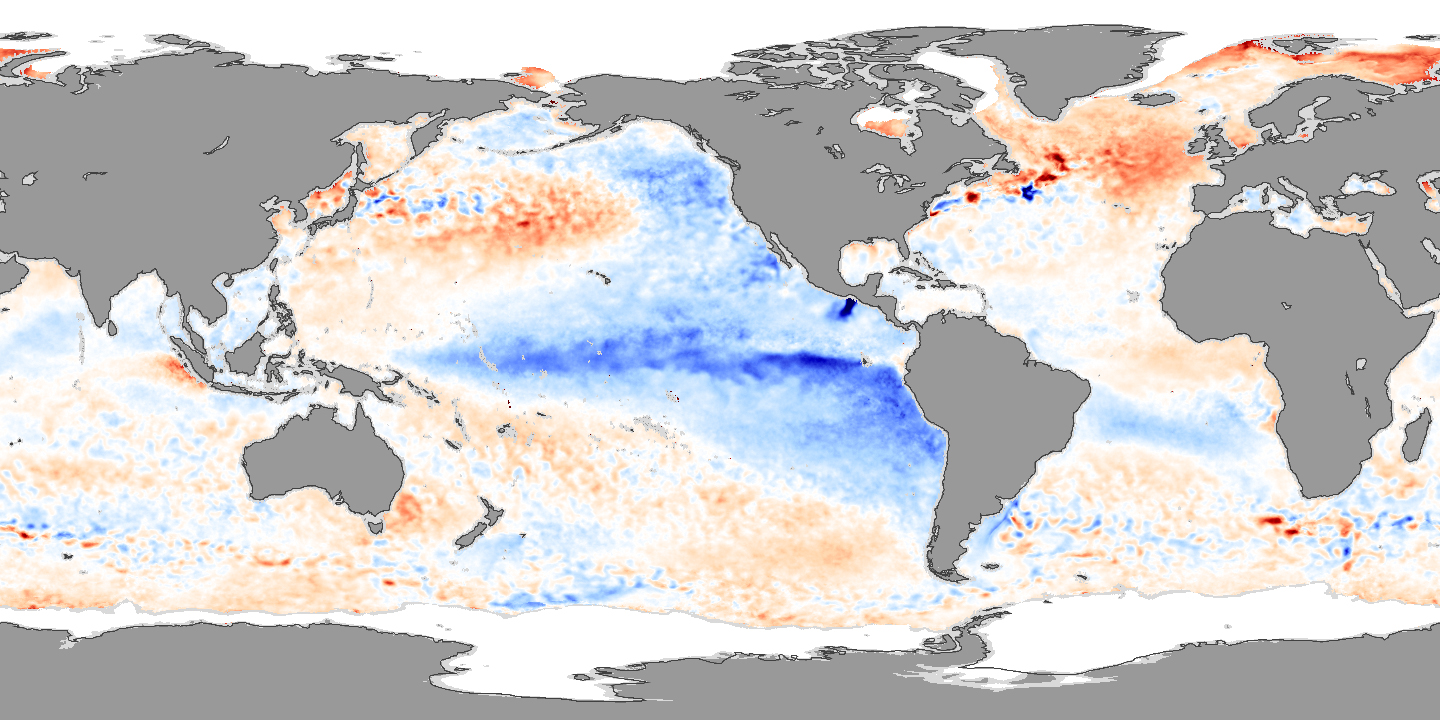

النينا أو إل نينو (بالإنجليزية: La Niña) - التذبذب الجنوبي (ENSO) هو تغير دوري غير منتظم في الرياح ودرجات الحرارة في المحيط الهادئ الاستوائي الشرقي، مؤثرًا على المناخ في الكثير من المناطق الاستوائية وشبه الاستوائية. تُعرف مرحلة الزيادة في درجة حرارة البحر بـ إل نينو، بينما تُعرف مرحلة التبريد بـ لا نينا. التذبذب الجنوبي هو المكون الجوي المصاحب للتغير في درجة حرارة البحر: يصحب إل نينو ضغط سطحي مرتفع للهواء في المحيط الهادئ الاستوائي الغربي، بينما يأتي لا نينا مصحوبًا بضغط سطحي منخفض للهواء هناك. تستمر كلتا الفترتين لعدة أشهر وعادة ما تحدثان كل عدة سنوات مع اختلاف الشدة لكل فترة.
ترتبط كلتا المرحلتين بدوران ووكر، والذي اكتشفه جيلبرت ووكر في بداية القرن العشرين. يحدث دوران ووكر بسبب قوة ميل الضغط التي تنتج عن منطقة الضغط المرتفع حول المحيط الهادئ الشرقي، ونظام الضغط المنخفض حول إندونيسيا. يؤدي إضعاف أو انقلاب دوران ووكر (الذي يشمل الرياح التجارية) إلى إلغاء أو تخفيض التيارات المائية الصاعدة من المياه العميقة الباردة، وبالتالي يتسبب في حدوث ظاهرة إل نينو عن طريق التسبب في تخطي درجة حرارة سطح المحيط لدرجات الحرارة المتوسطة. يتسبب دوران ووكر القوي على وجه الخصوص في ظاهرة لا نينا، متسببًا في درجات حرارة أبرد في المحيط نتيجة لتزايد التيارات المائية المتصاعدة.
لا تزال الآليات التي تتسبب في التذبذب قيد الدراسة. تؤدي الحدود القصوى من تلك التذبذبات التي تحدث في الأنماط المناخية إلى الطقس المتطرف (مثل الفيضان والجفاف) في العديد من المناطق حول العالم. تُعتبر الدول النامية المعتمدة على الزراعة وصيد الأسماك، وخاصة تلك التي تحد المحيط الهادئ، الأكثر تأثرًا.

## الأساسيات
في المتوسط، تكون درجة حرارة سطح المحيط في منطقة شرق المحيط الهادئ الاستوائية نحو 8-10 درجات مئوية (14-18 درجة فهرنهايت) أكثر برودة من درجة حرارة غرب المحيط الهادئ الاستوائية. يبلغ متوسط درجة حرارة سطح البحر في غرب المحيط الهادئ شمال شرق أستراليا نحو 28-30 درجة مئوية (82-86 درجة فهرنهايت). درجات حرارة سطح البحر في شرق المحيط الهادئ قبالة الساحل الغربي لأمريكا الجنوبية أقرب إلى 20 درجة مئوية (68 درجة فهرنهايت). تدفع الرياح التجارية القوية بالقرب من خط الاستواء المياه بعيدًا عن شرق المحيط الهادئ باتجاه غرب المحيط الهادئ. تُسخن الشمس هذه المياه ببطء أثناء تحركها غربًا على طول خط الاستواء. عادة ما يكون سطح المحيط بالقرب من إندونيسيا أعلى بنحو 0.5 متر (1.5 قدم) من سطح المحيط بالقرب من بيرو بسبب تراكم المياه في غرب المحيط الهادئ. يدفع تراكم المياه المنحدر الحراري، أو المنطقة الانتقالية بين المياه الدافئة بالقرب من سطح المحيط والمياه الباردة في أعماق المحيط، إلى الأسفل في غرب المحيط الهادئ. نتيجة لذلك، يميل المنحدر الحراري عبر المحيط الهادئ الاستوائي، ويرتفع من متوسط عمق يبلغ حوالي 140 مترًا (450 قدمًا) في غرب المحيط الهادئ إلى عمق حوالي 30 مترًا (90 قدمًا) في شرق المحيط الهادئ.
تحل مياه المحيطات العميقة الأكثر برودة محل المياه السطحية الخارجة في شرق المحيط الهادئ، وترتفع إلى سطح المحيط في عملية تسمى التيار الصاعد. تعمل هذه العملية على تبريد شرق المحيط الهادئ لأن المنحدر الحراري أقرب إلى سطح المحيط، مما يترك مسافة قليلة نسبيًا بين المياه الباردة العميقة وسطح المحيط. بالإضافة إلى ذلك، يحمل تيار همبولت المتدفق شمالًا المياه الباردة من المحيط الجنوبي إلى المناطق الاستوائية في شرق المحيط الهادئ. يحافظ الجمع بين تيار همبولت والتيار الصاعد على مساحة من مياه المحيط الباردة قبالة ساحل بيرو. يفتقر غرب المحيط الهادئ إلى تيارات المحيط الباردة، كما أن التيار الصاعد أقل لأن الرياح التجارية عادة ما تكون أضعف مما هي عليه في شرق المحيط الهادئ، مما يسمح لغرب المحيط الهادئ بالوصول إلى درجات حرارة أكثر دفئًا. توفر هذه المياه الدافئة الطاقة اللازمة لحركة الهواء إلى الأعلى. نتيجة لذلك، فإن منطقة غرب المحيط الهادئ الدافئة بها في المتوسط غيوم وأمطار أكثر من منطقة شرق المحيط الهادئ الباردة.
يصف النينا تغيرًا شبه دوري في الظروف المحيطية والغلاف الجوي فوق المحيط الهادئ الاستوائي. تؤثر هذه التغييرات على أنماط الطقس في معظم أنحاء الأرض. يقال إن المحيط الهادئ الاستوائي يقع في واحدة من ثلاث حالات من النينا (وتسمى أيضًا «المراحل») اعتمادًا على الظروف الجوية والمحيطية. عندما يعكس المحيط الهادئ الاستوائي الظروف الطبيعية تقريبًا، يُقال إن حالة التذبذب الجنوبي (النينا) في المرحلة المحايدة. ومع ذلك، تشهد منطقة المحيط الهادئ الاستوائية تحولات عرضية بعيدًا عن هذه الظروف المتوسطة. وإذا كانت الرياح التجارية أضعف من المتوسط، فإن تأثير التيار الصاعد في شرق المحيط الهادئ وتدفق المياه السطحية الدافئة نحو غرب المحيط الهادئ يقل. ينتج عن ذلك برودة غرب المحيط الهادئ ودفء شرق المحيط الهادئ، مما يؤدي إلى تحول الغيوم وهطول الأمطار نحو شرق المحيط الهادئ. تسمى هذه الحالة ظاهرة النينا. وحدث العكس إذا كانت الرياح التجارية أقوى من المتوسط، مما يؤدي إلى ارتفاع درجة حرارة غرب المحيط الهادئ وبرودة شرق المحيط الهادئ. تسمى هذه الحالة «اللا نينا» وترتبط بزيادة الغيوم وهطول الأمطار فوق غرب المحيط الهادئ.

### ارتجاع بيركنس
حدد جاكوب بيركنس العلاقة الوثيقة بين درجات حرارة المحيطات وقوة الرياح التجارية لأول مرة في عام 1969. افترض بيركنس أيضًا أن التذبذب الجنوبي (النينا) عبارة عن نظام ارتجاع إيجابي إذ تميل التغييرات المرتبطة في أحد مكونات النظام المناخي (المحيط أو الغلاف الجوي) إلى تعزيز التغييرات في العنصر الآخر. على سبيل المثال، أثناء ظاهرة النينا، يؤدي انخفاض التباين في درجات حرارة المحيطات عبر المحيط الهادئ إلى إضعاف الرياح التجارية، مما يعزز حالة النينا بصورة أكبر. تُعرف هذه العملية باسم ارتجاع بيركنس. على الرغم من أن هذه التغييرات المرتبطة في المحيط والغلاف الجوي تحدث غالبًا معًا، فإن حالة الغلاف الجوي قد تشبه طور نينا مختلفًا عن حالة المحيط أو العكس. نظرًا لأن حالاتهما مرتبطة ارتباطًا وثيقًا، قد تنشأ تباينات النينا من التغييرات في كل من المحيط والغلاف الجوي وليس بالضرورة من تغيير ابتدائي في أحدهما فقط. تقبل النماذج المجردة التي تشرح كيفية عمل النينا عمومًا فرضية الارتجاع لبيركنس. ومع ذلك، يبقى النينا دائمًا في مرحلة واحدة إذا كانت ارتجاع بيركنس هي العملية الوحيدة التي تحدث. اقترِحت العديد من النظريات لشرح كيف يمكن أن يتغير النينا من حالة إلى أخرى، على الرغم من الارتجاع الإيجابي. تنقسم هذه التفسيرات عمومًا إلى فئتين. في وجهة النظر الأولى، ارتجاع بيركنس يُحفز طبيعيًا ارتجاعات سلبية تنهي وتعكس الحالة غير الطبيعية للمحيط الهادئ الاستوائي. هذه النظرة تشير إلى أن العمليات التي تؤدي إلى اللا نينا والنينا تجلب أيضًا نهايتهما، مما يجعل النينا عملية ذاتية الاستدامة. ترى نظريات أخرى أن حالة النينا قد تغيرت بسبب ظواهر غير منتظمة وخارجية مثل تذبذب مادن-جوليان، وموجات عدم الاستقرار الاستوائية، واندفاعات الرياح الغربية.

## دوران ووكر
يحدث دوران ووكر بسبب قوة ميل الضغط الذي ينتج عن نظام الضغط المرتفع حول المحيط الهادئ الشرقي، ونظام الضغط المنخفض حول إندونيسيا. تتسبب دورانات ووكر في أحواض المحيط الهندي الاستوائي والمحيط الهادئ والأطلنطي في رياح سطحية غربية في صيف نصف الكرة الشمالي في الحوض الأول ورياح شرقية في الحوضين الثاني والثالث. ونتيجة لذلك، يُظهر هيكل درجات الحرارة للمحيطات الثلاثة عدم تناسق شديد. تكون درجات حرارة سطح الماء في كل من المحيط الهادئ الاستوائي والمحيط الأطلنطي باردة في صيف نصف الكرة الشمالي في الشرق، بينما تسود درجات حرارة السطح الأبرد فقط في المحيط الهندي الغربي. تعكس تلك التغيرات في درجة حرارة السطح تغيرات في عمق المنحدر الحراري.
تحدث التغيرات في دوران ووكر مع الوقت بالتزامن مع التغيرات في درجات حرارة السطح. تُدفع بعض من تلك التغيرات خارجيًا، مثل التحول الموسمي للشمس في نصف الكرة الشمالي خلال الصيف. تظهر بعض التغيرات الأخرى كنتيجة للتغذية الراجعة بين المحيط والغلاف الجوي، على سبيل المثال حين تتسبب الرياح الشرقية في انخفاض درجة حرارة سطح البحر في الشرق، ليرتفع التباين الحراري النطاقي وبالتالي تشتد الرياح الشرقية عبر الحوض. تؤدي تلك الرياح الشرقية المنحرفة إلى المزيد من التيارات الاستوائية الصاعدة وترفع من المنحدر الحراري في الشرق، لتضخم من التبريد الابتدائي بواسطة الرياح الجنوبية. ناقش بييركنيس لأول مرة تلك التغذية الراجعة بين المحيط والغلاف الجوي. من وجهة نظر علم المحيطات، يرجع اللسان الاستوائي البارد إلى الرياح الشرقية. إذا كان مناخ الأرض متماثلًا حول خط الاستواء، قد تختفي الرياح العابرة للمنطقة الاستوائية، ويصبح اللسان البارد أكثر ضعفًا وتختلف بنيته النطاقية بشدة عما يُرصد حاليًا.
خلال الظروف التي لا تحدث فيها ظاهرة إل نينو، يُرى دوران ووكر على السطح إذ تصبح الرياح التجارية الشرقية التي تحرك المياه والهواء باتجاه الغرب أدفأ بفعل الشمس. يخلق ذلك أيضًا تيار مياه متصاعدًا في المحيط على سواحل بيرو والإكوادور، كما يجلب المياه الباردة الغنية بالغذاء إلى السطح، ما يزيد من المخزون السمكي. يتميز الجانب الغربي من المحيط الهادئ الاستوائي بطقس دافئ ورطب ومنخفض في الضغط، إذ أن الرطوبة المتجمعة تُفرغ على شكل تيفون أو عواصف رعدية. يكون المحيط أعلى بمقدار 60 سنتيمترًا (24 بوصة) تقريبًا في محيط الهادئ الغربي نتيجة لتلك الحركة.

## تذبذب درجة حرارة سطح البحر
تراقب الإدارة الوطنية للمحيطات والغلاف الجوي في الولايات المتحدة، درجات الحرارة في منطقة نينو 3.4، التي تمتد من خط طول 120 وحتى خط طول 170 في الغرب على جانبي خط الاستواء بمقدار خمسة دوائر عرض على كل جانب. تقع تلك المنطقة على بعد 3,000 كيلومتر (1,900 ميل) تقريبًا إلى الجنوب الشرقي من هاواي. يُحسب أحدث متوسط لكل ثلاثة أشهر لتلك المنطقة، وإذا تخطت درجة الحرارة في المنطقة أكثر من  0.5 °درجة مئوية  (0.9 °فهرنهايت) أعلى (أو أقل) من الطبيعي لتلك الفترة، يُعتبر إل نينو (أو لا نينا) قيد الحدوث. يستخدم مكتب الأرصاد الجوية التابع للمملكة المتحدة أيضًا فترة تمتد لعدة أشهر لتحديد حالة إل نينو التذبذب الجنوبي. عندما يحدث التسخين أو التبريد لفترة تمتد بين سبعة إلى تسعة أشهر، يصنف ذلك على أنه «ظروف» إل نينو\لا نينا؛ وعندما يحدث لأكثر من تلك الفترة، يُصنف على أنه «حلقات» إل نينو\لا نينا.

### المرحلة المتعادلة
إذا كان اختلاف درجة الحرارة من دراسة أحوال المناخ في نطاق  0.5 °سيلزيوس (0.9 °فهرنهايت)، توصف ظروف إل نينو التذبذب الجنوبي على أنها متعادلة. الظروف المتعادلة هي التحول بين المراحل الدافئة والباردة لـ إل نينو التذبذب الجنوبي. لا تكون درجات حرارة المحيط (بالتعريف) والهطول الاستوائي وأنماط الرياح قريبة من الظروف الطبيعية خلال تلك المرحلة. تشتمل نصف السنوات تقريبًا على فترات متعادلة. خلال مرحلة إل نينو التذبذب الجنوبي المتعادلة، تتسبب الانحرافات\الأنماط المناخية الأخرى لتذبذب المحيط الأطلنطي الشمالي أو نمط اتصال المحيط الهادئ-أمريكا الشمالية في المزيد من التأثير.

### المرحلة الدافئة
عندما يقوى دوران هادلي ويضعف دوران ووكر أو ينعكس، ينتج إل نينو، متسببًا في ارتفاع درجة حرارة سطح المحيط عن المتوسط، إذ يقل أو ينعدم حدوث تيارات المياه الصاعدة التي تحمل المياه الباردة في كل المناطق المقابلة لسواحل شمال غرب أمريكا الجنوبية. يرتبط إل نينو بمجموعة من درجات الحرارة الأدفأ من المتوسط والتي تحدث دوريًا أمام سواحل المحيط الهادئ في أمريكا الجنوبية. تعني إل نينو «الولد» في اللغة الإسبانية، وهي ترمز إلى الطفل يسوع، لأن التسخين الدوري في المحيط الهادئ بالقرب من أمريكا الجنوبية غالبًا ما يحدث بالقرب من عيد الميلاد. وهي مرحلة تخص «إل نينو-التذبذب الجنوبي» (ENSO)، وترمز للتغيرات في درجة حرارة سطح الماء في المحيط الهادئ الشرقي وفي ضغط الهواء السطحي في المحيط الهادئ الاستوائي الغربي. يصاحب مرحلة الدفئ المحيطي، إل نينو، ارتفاع في ضغط الهواء السطحي في المحيط الهادئ الغربي. لا تزال الآليات المتسببة في التذبذب قيد الدراسة.